# Glycera embranchiata
Glycera embranchiata är en ringmaskart som beskrevs av Krishnamoorthi 1962. Glycera embranchiata ingår i släktet Glycera och familjen Glyceridae. Inga underarter finns listade i Catalogue of Life.